# Microrregión de Batalha
La Microrregión de Batalha está localizada en la Mesorregión del Sertão Alagoano, en el  estado de Alagoas.

## Municipios
- Batalha
- Belo Monte
- Jacaré dos Homens
- Jaramataia
- Major Isidoro
- Monteirópolis
- Olho d'Água das Flores
- Olivença